# Fraternità
La fraternità (dal latino fraternitas), o fratellanza, è un sentimento di amicizia, affetto, solidarietà e comunanza umana di ideali e aspirazioni tra classi sociali, popoli, Stati, ecc.
La fraternità dunque è quella che si manifesta soprattutto tra coloro che non sono fratelli e che pure si sentono come se lo fossero, legati da questo sentimento che esprimono con azioni generose di aiuto disinteressato e di una concreta solidarietà che presuppone la parità tra individui che si considerano sullo stesso piano. La fraternità cioè, non è quella tipica del paternalismo caratteristico di chi si considera in posizione sociale superiore e privilegiata e che si rivolge benevolmente a chi è in condizioni umilianti di inferiorità, ma è quel principio, così come adombrava il motto Liberté, Égalité, Fraternité della Rivoluzione francese, che presuppone l'uguale dignità umana e libertà in colui che viene soccorso.

## Caratteri religiosi e laici della fraternità
In quelle religioni dove i credenti si considerano figli di Dio, e quindi fratelli tra loro, l'amore fraterno si traduce in associazioni come le gilde e le confraternite formate soprattutto da laici che s'impegnano in opere di carità e soccorso, nella sepoltura dei morti, nella beneficenza per i poveri e gli emarginati. Queste associazioni si svilupparono nel cattolicesimo dopo il Concilio di Trento ma già da prima in ogni congregazione religiosa i membri si consideravano tra loro fratelli denominati con l'appellativo di "frati" (dal latino frater, fratris, in italiano "fratello").
Anche nell'Anglicanesimo e nel Protestantesimo si svilupparono, nel corso del tempo (soprattutto dal '600 in poi), numerose brotherhoods / bruderschaften, sia tra membri del corpo pastorale, sia tra laici. Tra i primi progetti, in tal senso, spicca quello delle "Unioni Christiane" volute dal pastore luterano Johannes Valentinus Andreae. 
La fraternità divenne il vincolo che legava i membri di una loggia massonica, per poi acquistare rilievo politico con lo slogan della Rivoluzione francese del 1789 "Liberté, Egalité, Fraternité": poiché già allora si poneva il problema dei limiti sociali all'economia individualistica, il principio troverà difficoltà a tradursi in dispositivi giuridici concreti almeno fino al 1848 quando, perdendo il suo intrinseco carattere universalistico, tenderà ad assumere sfumature nazionalistiche, per cui i "fratelli" saranno solo coloro che appartengono alla stessa nazione o alla stessa classe sociale. A questo punto è lo Stato che si fa interprete del principio di fraternità trasfigurandolo in quello di "solidarietà" intervenendo ad eliminare le diseguaglianze sociali e a farsi carico del destino della nazione.
Con il marxismo il principio di fraternità si concretizza ulteriormente in quello di solidarietà all'interno di quelle classi che condividono le difficoltà e gli strumenti di lotta per superarle

## Fratellanza di sangue
Un vincolo di forte solidarietà è rappresentato simbolicamente, in particolare nella cultura preislamica e islamica (muʾākhāt), e in alcune zone dell'Africa equatoriale, da un rito che propone una sorta di fratellanza biologica per cui due individui, tramite una ferita autoinferta, mescolano il loro sangue realizzando così una parentela fittizia.
Nel Medioevo era invalso l'uso della fratellanza di armi tra cavalieri che si giuravano reciproca fedeltà e aiuto.

## Fraternità universale
La fraternità universale, sancita dalla "Dichiarazione universale dei diritti dell'uomo", fa appello alla condizione che accomuna tutti gli esseri umani tale da condividere la stessa sorte di vita e di morte. Da qui ne deve nascere un sentimento di fraternità che si realizzi nella solidarietà verso quei popoli in particolari difficoltà per malattie, carestie, mancanza d'acqua, malnutrizione. Ispirati a questo principio di fratellanza universale, sostenuti da finanze statali internazionali, particolari organismi, quali ad esempio l'UNESCO, la FAO, l'UNICEF, l'OMS, l'ILO, l'UNHCR, sono stati creati dall'ONU per sopperire alle necessità internazionali.

## Fratellanza umana
La fratellanza umana intesa come criterio di convivenza pacifica è la nuova frontiera dell'umanità; questa è l'idea di fondo che scaturisce dal Documento sulla fratellanza umana per la pace mondiale e la convivenza comune firmato ad Abu Dhabi dal Grande imam di al-Azhar al-Tayyeb e da papa Francesco il 4 febbraio 2019. Il Documento evidenzia la necessità di un cammino comune per le donne e gli uomini del nostro tempo nella ricerca e nella promozione della cultura dell'incontro e del rispetto reciproco.
"La fratellanza umana non è solo un dato meramente emotivo o sentimentale. Invece è un forte messaggio dal valore anche politico e porta direttamente a riflettere sul significato della cittadinanza: tutti siamo fratelli, e quindi tutti siamo cittadini con uguali diritti e doveri, sotto la cui ombra tutti godono della giustizia."
Un ulteriore passaggio nell'esplicitazione del significato della fratellanza umana si trova nell'Enciclica Fratelli tutti lettera sulla fraternità e l'amicizia sociale del 3 ottobre 2020. La lettera evidenzia la necessità di fondare una nuova fraternità umana che si basi sul principio di solidarietà e di sussidiarietà in una società in cui facilmente prevale il pregiudizio e la "cultura dello scarto". 
In occasione della prima giornata internazionale per la fratellanza umana, celebrata il 4 febbraio 2021 è stato evidenziato dai partecipanti che "non c'è più tempo per l'indifferenza, o siamo fratelli o crolla tutto: Fratellanza vuol dire mano tesa; fratellanza vuol dire rispetto. Fratellanza vuol dire ascoltare con il cuore aperto. Fratellanza vuol dire fermezza nelle proprie convinzioni."